# 윤지민 (2009년)
윤지민(2009년 2월 11일 ~ )는 대한민국의 아역배우이다.

## 출연작
- 2013년 tvN 월화드라마 이웃집꽃미남
- 2013년 OCN 금요 드라마 더 바이러스...이준희 역
- 2013년 KBS 일일드라마 지성이면감천...어린예린 역
- 2013년 SBS 주말 특별기획 드라마 결혼의 여신...강유진 역
- 2013년 ~ 2014년 SBS 주말극장 열애...다빈 역
- 2014년 tvN 월화드라마 고교처세왕...어린유아 역
- 2014년 ~ 2015년 SBS 일일 드라마 달려라 장미 ...진희 역
- 2016년 KBS 월화 드라마 베이비시터 ... 은별 역
- 2017년 tvN 토일드라마 명불허전...환자딸 역
- 2019년 Netflix 금드라마 킹덤

## 영화
- 2015년 퇴마: 무녀굴 ... 이세연 역